# Гоздово (Мазовецьке воєводство)
Гоздово (пол. Gozdowo) — село в Польщі, у гміні Гоздово Серпецького повіту Мазовецького воєводства.
Населення — 1426 осіб (2011).
У 1975-1998 роках село належало до Плоцького воєводства.

## Демографія
Демографічна структура станом на 31 березня 2011 року:
|          | Загалом | Допрацездатний вік | Працездатний вік | Постпрацездатний вік |
| -------- | ------- | ------------------ | ---------------- | -------------------- |
| Чоловіки | 706     | 153                | 486              | 67                   |
| Жінки    | 720     | 134                | 435              | 151                  |
| Разом    | 1426    | 287                | 921              | 218                  |